# ديف ماكنزي
ديف ماكنزي (بالإنجليزية: Dave McKenzie)‏ هو منافس ألعاب قوى نيوزلندي، ولد في 16 مارس 1943.

## وصلات خارجية
- ديف ماكنزي على موقع أوليمبيديا (الإنجليزية)